# Station Koppang
Station Koppang is een station in Koppang in de gemeente Stor-Elvdal in fylke Innlandet  in  Noorwegen. Het station, gelegen op 350 meter hoogte, werd geopend in 1875. Het stationsgebouw en de bijbehorende omgeving was een  ontwerp van Georg Andreas Bull. Koppang ligt aan  Rørosbanen. 